# Bořivoj Zeman
Bořivoj Zeman (Praga, (6 de març de 1912 - 23 de desembre de 1991) va ser un director de cinema i guionista txec. La seva dona era la escriptora infantil i juvenil txecoslovaca Alena Santarová (nascuda Vančurová).

## Biografia
Inicialment era un empleat que escrivia curtmetratges per ell mateix. Va començar el seu treball cinematogràfic als estudis de Hostivař i també als estudis de zlín, on va col·laborar breument amb Karel Zeman. Les seves dues comèdies Dovolená s Andělem i Anděl na horách amb Gustav Anděl, un crític de cinema que treballava a l'Empresa de transport de Praga, protagonitzades per Jaroslav Marvan. A més de les pel·lícules per adults, també és famós pel seu treball per nens. En el que llavors era Txecoslovàquia, va fer el primer conte de fades de la pel·lícula  Pyšná princezna amb Vladimír Ráž i Alena Vránová als papers principals. El seu següent treball va ser el conte de fades de la pel·lícula  Byl jednou jeden král…  basat en el conte de fades de Božena Němcová Sůl nad zlato amb Jan Werich, Vlasta Burian i Milena Dvorska en els papers principals. L'any 1968, va fer un altre conte de fades pel·lícula  Šíleně smutná princezna , en la que els aleshores populars estudiants de cant Helena Vondráčková i Václav Neckář van interpretar els papers principals. També va fer la pel·lícula de paròdia  Fantom Morrisvillu , on va interpretar el doble paper principal Oldřich Nový juntament amb el cantant Waldemar Matuška.

## Filmografia selecta
- Dovolená s Andělem (1952)
- Pyšná princezna (1952)
- Byl jednou jeden král… (1954)
- Anděl na horách (1955)
- Páté kolo u vozu (1958)
- Fantom Morrisvillu (1966)
- Šíleně smutná princezna (1968)
- Ženy v ofsajdu (1971)
- Honza málem králem (1976)